# Вулька-Пйотровська
Вулька-Пйотровська (пол. Wólka Piotrowska) — село в Польщі, у гміні Райґруд Ґраєвського повіту Підляського воєводства.
Населення — 83 особи (2011).
У 1975-1998 роках село належало до Ломжинського воєводства.

## Демографія
Демографічна структура станом на 31 березня 2011 року:
|          | Загалом | Допрацездатний вік | Працездатний вік | Постпрацездатний вік |
| -------- | ------- | ------------------ | ---------------- | -------------------- |
| Чоловіки | 44      | 14                 | 27               | 3                    |
| Жінки    | 39      | 12                 | 16               | 11                   |
| Разом    | 83      | 26                 | 43               | 14                   |